# Loosalu järv
Loosalu järv är en sjö i Estland.   Den ligger i landskapet Raplamaa, i den centrala delen av landet, 60 km söder om huvudstaden Tallinn. Loosalu järv ligger 77 meter över havet. Arean är 0,27 kvadratkilometer. I omgivningarna runt Loosalu järv växer i huvudsak blandskog. Den sträcker sig 0,7 kilometer i nord-sydlig riktning, och 0,8 kilometer i öst-västlig riktning.